# Leon Koning
Leon Koning (Zwolle, 5 juli 1947 – Amsterdam, 17 augustus 1999) was danser bij het Nederlands Dans Theater en het Nationale Ballet.

## Leven en werk
Koning werd ontdekt door de balletdocent Peter Leoneff in Den Haag en volgde lessen in Frankrijk bij Madame Egorova en Rosella Hightower. Hij danste bij het Nederlands Danstheater onder andere balletten van Hans van Manen. Samen met Van Manen vertrok hij naar het Nationaal Ballet, alwaar hij in het klassieke repertoire danste. Hij werkte samen met de choreograaf William Forsythe en de componist Hans Werner Henze en ontwikkelde de bewegingen voor Houdini de boeienkoning en voor Henk van Ulsen in Dagboek van een gek.
Hij kreeg een aanbieding om in Taiwan balletmeester te worden. Bij het Ballet Philippines in Manilla gaf hij gastvoorstellingen met de danser Julio Bocca. Om gezondheidsredenen keerde hij tijdelijk terug naar Nederland en ging aan de slag als balletmeester bij De Rotterdamse Dansgroep. In zijn vrije tijd hielp hij jonge dansers in Kaohsiung. De laatste optredens in Nederland waarbij hij betrokken was, waren de voorstellingen van het Cloud Gate Dance Theatre, een dansgroep die hij had helpen opbouwen in Taiwan. Koning stierf onverwacht in 1999 op 52-jarige leeftijd in zijn woning in Amsterdam.

## Choreografieën
- 1974: Nostalgia[3]
- 1978: Workshopballetten[4]
- 1980: Dagboek van een gek[2]
- 1981: Houdini[1]
- 1981: Soap Digest[5]
- 1982: Entropy; A growing state of disorder[6]
- 1984: Histoire du soldat[7]